# Tenderness (2009)
Tenderness is een Amerikaanse misdaadfilm uit 2009 onder regie van John Polson. Hij baseerde het verhaal van de film op dat uit het gelijknamige boek van Robert Cormier.

## Verhaal
Eric Komenko werd opgesloten nadat hij op minderjarige leeftijd zijn beide ouders vermoordde. Wanneer hij achttien wordt, mag hij terugkeren in de samenleving. Rechercheur Cristofuoro is er daarentegen van overtuigd dat Komenko ziek van geest is en dat zijn volgende moord alleen een kwestie van tijd is. Hij verdenkt Komenko ervan dat hij schuldig is aan de onopgeloste moorden op verschillende meisjes en dat het doden van zijn ouders daarom geen losstaand feit was. Daarom zoekt hij Komenko voor diens vrijlating op om hem te laten weten dat hij hem permanent in de gaten gaat houden. Cristofuoro heeft daar alle tijd voor, want hij krijgt op het politiebureau alleen nog licht werk toebedeeld in afwachting van zijn naderende pensioen. Zijn vrouw ligt zwaarverlamd in het ziekenhuis en is amper bereikbaar voor hem.
Een dag voordat Komenko vrijkomt, is hij een tafel in de eetzaal aan het schoonmaken wanneer per ongeluk Maria Valdez in dezelfde ruimte belandt. Voor ze wordt verwijderd, hebben Komenko en zij oogcontact en ze verdwijnt niet meer uit zijn gedachten. Ze vertoont dezelfde uiterlijke kenmerken als de meisjes die hij - zoals Cristofuoro correct vermoedt - eerder vermoordde. Later krijgt hij in een cel een briefje van Valdez bezorgd met de uitnodiging haar in haar woonplaats te komen opzoeken.
Vlak voor Komenko werd opgepakt voor de moord op zijn ouders, liep hij Lori Cranston tegen het lijf op een brug en maakte hij een praatje met haar. Hij is haar al lang vergeten, maar zij is altijd gefascineerd door hem gebleven nadat bekend werd wat hij had gedaan. Zonder dat ze het ooit aan iemand vertelde, heeft ze ook gezien hoe Komenko het lichaam van een van de gedode meisjes mee liet nemen door de stroming van een rivier. Cranston is niet gelukkig met haar leven. Haar vader is overleden toen ze jong was, de nieuwe vriend van haar moeder misbruikt haar en ze vindt zichzelf lelijk. Wanneer Cranston op vijftienjarige leeftijd leest dat Komenko vrij komt, volgt ze hem op een afstandje naar zijn huis en blijft ze buiten rondhangen. Wanneer ze moe wordt, gaat ze op de achterbank van zijn auto liggen slapen.
Komenko rijdt de volgende dag weg in zijn auto om Valdez op te gaan zoeken. Hij schrikt wanneer onderweg blijkt dat Cranston ook in zijn auto zit. Ze overtuigt hem haar mee te laten rijden naar 'Maria'. Zij denkt dat die niet bestaat en dat hij haar verzint. Telkens wanneer ze de gelegenheid krijgt, biedt ze zichzelf aan Komenko aan. Hij wijst haar telkens af, maar ze denkt dat hij dat door verlegenheid doet. Ze realiseert zich dat dit niet zo is wanneer ze hem per ongeluk betrapt met zijn hand in zijn broek terwijl hij het dienstmeisje van een hotel begluurt. Vanaf dat moment wil Cranston zich door Komenko laten vermoorden en probeert ze hem herhaaldelijk daartoe in de verleiding te brengen. Ze voldoet - in tegenstelling tot Valdez - alleen niet aan het profiel van de slachtoffers die Komenko's moordlust opwekken en die weet bovendien dat Cristofuoro hem overal achterna rijdt.

## Rolverdeling
- Russell Crowe: Lt. Cristofuoro
- Jon Foster: Eric Komenko
- Sophie Traub: Lorelei (Lori) Cranston
- Laura Dern: Tante Teresa
- Alexis Dziena: Maria Valdez
- Arija Bareikis: Marsha
- Tim Hopper: Dan Komenko
- Vivienne Benesch: Lisa Komenko
- Tanya Clarke: Jackie Cristofuoro
- Michael Kelly: Gary
- Lee R. Sellars: Sam
- Matt Pepper: Ben
- David LaRosa: Paul